# Las Tres Villas
Las Tres Villas és una localitat de la província d'Almeria, Andalusia. L'any 2005 tenia 587 habitants. La seva extensió superficial és de 85 km² i té una densitat de 6,9 hab/km². Les seves coordenades geogràfiques són 37° 08′ N, 2° 42′ O. Està situada a una altitud de 688 metres i a 57 quilòmetres de la capital de la província, Almeria.

## Demografia
| 1996 | 1998 | 1999 | 2000 | 2001 | 2002 | 2003 | 2004 | 2005 |
| ---- | ---- | ---- | ---- | ---- | ---- | ---- | ---- | ---- |
| 686  | 630  | 605  | 607  | 601  | 588  | 663  | 632  | 587  |